# 西班牙祕鱂
西班牙祕鱂為輻鰭魚綱鯉齒目鯉齒亞目鯉齒鱂科的其中一種，被IUCN列為瀕危保育類動物，分布於歐洲西班牙大西洋沿岸的Huelva及Cadiz灣的淡水流域，體長可達3公分，棲息在潟湖、小溪，屬雜食性，以植物碎屑、昆蟲等為食。

## 擴展閱讀
維基物種上的相關：西班牙祕鱂